# سید میر

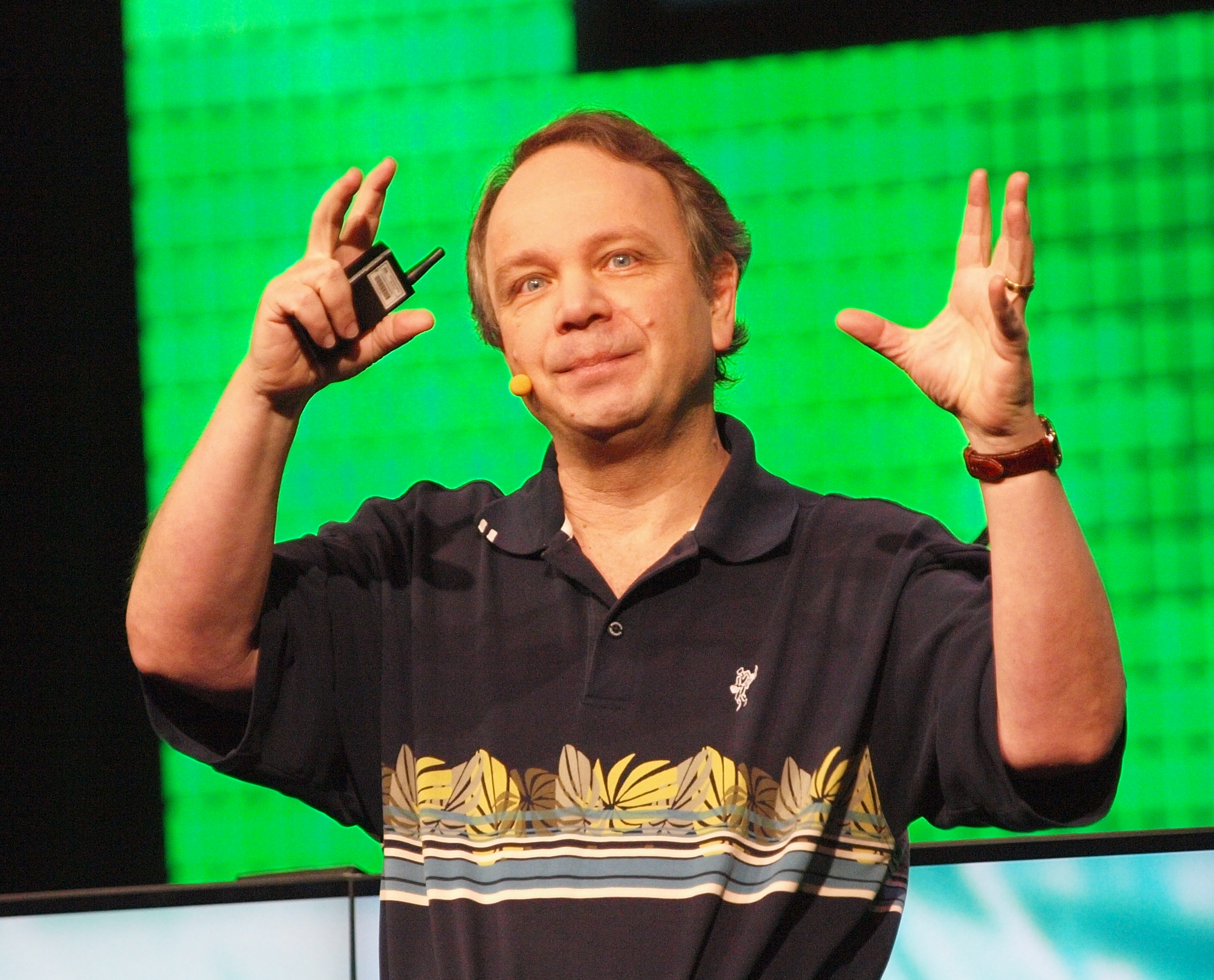
سید میر

سید میر (به انگلیسی: Sid Meier)(زادهٔ 4 فوریه 1954) ، طراح، برنامه نویس، بازیساز، و شناخته شده ترین طراح بازی های استراتژی سبک 4x است. او بیشتر به خاطر خلق سری بازی های تمدن، سیویلیزیشن Civilization شناخته می شود.  